# Vinayak Damodar Savarkar
Vinayak Damodar Savarkar (Bhagur, 28 maggio 1883 – Mumbai, 26 febbraio 1966) è stato un politico, attivista e scrittore indiano.
Figura controversa del movimento d'indipendenza indiano, è considerato un nazionalista estremista, soprattutto per via della sua avversione alle politiche di Gandhi.

## Biografia
Savarkar nacque in una famiglia di bramini in un villaggio nei pressi di Nasik. Suo padre era un proprietario terriero, nonché un grande conoscitore della poesia, del sanscrito e della letteratura occidentale. Comunemente alle altre famiglie Chitpavan, anche in quella di Savarkar si respirava un clima di indipendentismo hindu.
Avido lettore sin da piccolo, vide pubblicare la sua prima poesia all'età di 10 anni. Nel 1899 fondò un circolo anti-imperialista chiamato Mitra Mela, poi nel 1902, rimasto orfano, si iscrisse al Fergusson College di Pune, poi nel 1906 si recò in Inghilterra grazie a una borsa di studio, dove costituì la Free India Society. L'associazione era coinvolta nel preparare volantini da spedire in India che spiegavano come costruire una bomba, e lo stesso Savarkar tradusse gli scritti di Giuseppe Mazzini in lingua marathi.
Nel 1908, in occasione del 50º anniversario dei moti indiani del 1857, venne pubblicato il suo capolavoro The First Indian War of Independence – 1857. La sua opinione nei confronti di Gandhi non fu delle migliori: ne contestava in particolare l'avversione allo sviluppo urbano-industriale e alla tecnologia, nonché la sacralità della mucca, il digiuno, la nonviolenza, l'uso della charka per boicottare la produzione britannica del cotone e l'interpretazione pacifista della Bhagavadgītā. Queste divergenze di opinioni si spiegano col fatto che Savarkar aveva ricevuto un'istruzione laica, moderna, di stampo occidentale, il ché lo spingeva a ridicolizzare le antiche pratiche induiste.
Nel 1910 Savarkar venne arrestato e deportato in India, venne condannato a 50 anni di carcere, i suoi beni furono confiscati e il suo titolo di laurea gli venne disconosciuto. Venne rinchiuso quindi al Cellular Jail di Port Blair, nelle isole Andamane e Nicobare. Le crudeli condizioni del carcere lo portarono lentamente al crollo fisico e psicologico. È possibile che fosse diventato insofferente nei confronti dei musulmani proprio in quegli anni, poiché le guardie appartenevano a quel credo e si ritiene che fosse stato sodomizzato da due di loro. Tuttavia, gli studiosi ritengono che anche il suo pregiudizio nei confronti di tale credo fosse stato determinante.
Venne rilasciato dal Cellular Jail nel 1921, ma poco dopo venne nuovamente recluso per 3 anni nel carcere di Ratnagiri, dove scrisse il trattato Hindutva (1923), considerato la bibbia dell'indipendentismo indiano. L'opera tratta argomenti come la nazionalità e la cultura nazionale, la costruzione della nazione e la formazione dello Stato, la razionalità laica e il concetto di storia socio-evolutiva.
Nel 1937 divenne presidente del partito Hindu Mahasabha. In quegli anni Savarkar scrisse romanzi come Kalapani e Mopla (1924), nonché l'opera teatrale Ushap (1927). Fu l'ideatore di un'India divisa in due stati, uno induista e uno musulmano, nonostante non fosse stato preso in considerazione durante la spartizione dell'Impero anglo-indiano. Nel 1948 venne arrestato assieme a Nathuram Vinayak Godse e Narayan Apte, gli assassini di Gandhi, e venne accusato di aver orchestrato la cospirazione. Trascorse i suoi ultimi anni in carcere.